# 8. gorska divizija (Wehrmacht)
Za druge 8. divizije glej 8. divizija.
8. gorska divizija (izvirno nemško 8. Gebirgsjäger-Division; dobesedno 8. gorskolovska divizija) je bila gorska lahka divizija v sestavi redne nemške kopenske vojske med drugo svetovno vojno.

## Zgodovina
Divizija je bila ustanovljena februarja 1945 v Italiji z reorganizacijo 157. gorske divizije.
Maja 1945 se je predala Američanom v področju Rovereto-Trient.

## Vojna služba
| Datum      | Delovanje       | Korpus      | Armada     | Armadna skupina   | Področje        |
| Marec 1945 | bojno delovanje | XIV. korpus | 14. armada | Armadna skupina C | Severna Italija |

## Sestava
- 296. gorski polk
- 297. gorski polk
- 1075. gorski polk
- 1057. nadomestni bataljon
- 1057. tankovskolovski bataljon
- 1057. pionirski bataljon
- 1057. komunikacijski bataljon
- 1057. gorske podporne enote

## Pripadniki
Divizijski poveljniki
| 1. | Generalporočnik | Paul Schricker | (Februar 1942 April 1945) |

Nosilci viteškega križca
Divizijski pripadniki niso prejeli nobenega viteškega križca.